# Pooch Hall
Pooch Hall, nato Marion H. Hall Jr. (Brockton, 8 febbraio 1977), è un attore statunitense.

## Filmografia parziale

### Cinema
- Appuntamento al buio (Blind Dating), regia di James Keach (2006)
- The Bleeder - La storia del vero Rocky Balboa (The Bleeder), regia di Philippe Falardeau (2016)
- Qua la zampa! (A Dog's Purpose), regia di Lasse Hallström (2017)
- But Deliver Us from Evil, regia di Joshua Coates (2017)
- Cherry - Innocenza perduta (Cherry), regia di Anthony e Joe Russo (2021)

### Televisione
- Pepper Dennis – serie TV, 6 episodi (2006)
- Incinta per caso (Accidentally on Purpose) – serie TV, 10 episodi (2009-2010)
- The Game – serie TV, 98 episodi (2006-2015)
- Suits – serie TV, 4 episodi (2011-2016)
- Criminal Minds - serie TV episodio 9x12
- Ray Donovan – serie TV, 82 episodi (2013-2020)
- Unsolved – serie TV, episodio 1x02 (2018)
- Ray Donovan: The Movie, regia di David Hollander - film TV (2022)
- Law & Order: Organized Crime - serie TV, episodi 3x05-3x06 (2023)

## Doppiatori italiani
Nelle versioni in italiano delle opere in cui ha recitato, Pooch Hall è stato doppiato da:
- Stefano Crescentini in Appuntamento al buio, Criminal Minds
- Gianluca Crisafi in Ray Donovan, Ray Donovan: The Movie
- Andrea Mete in Qua la zampa!
- Francesco De Francesco in Unsolved
- Daniele Giuliani in Law & Order: Organized Crime